# 116 v.Chr.
116 v.Chr. is een jaartal volgens de christelijke jaartelling.

## Gebeurtenissen

### Italië
- Quintus Fabius Maximus Eburnus en Gaius Licinius Geta zijn consul in het Imperium Romanum.

### Egypte
- Ptolemaeus VIII Euergetes overlijdt, zijn echtgenote Cleopatra III roept de 13-jarige Ptolemaeus X Alexander uit tot co-regent, maar onder druk van een legervergadering in Alexandrië wordt deze keuze niet geaccepteerd.
- Ptolemaeus IX Soter (116 - 107 v.Chr.) volgt zijn vader op als negende farao van de Ptolemaeën en begint aan zijn eerste regeerperiode.

## Geboren
- Marcus Terentius Varro (~116 v.Chr. - ~27 v.Chr.), Romeins geleerde en bibliothecaris van Julius Caesar
- Ptolemaeus van Cyprus (~116 v.Chr. - ~58 v.Chr.), koning van Cyprus

## Overleden
- Cleopatra II (~185 v.Chr. - ~116 v.Chr.), koningin van Egypte (69)
- Diophantus (~200 v.Chr. - ~116 v.Chr.), Grieks wiskundige (84)
- Ptolemaeus VIII Euergetes (~182 v.Chr. - ~116 v.Chr.), farao van Egypte (66)